# Здесь Родос, здесь прыгай

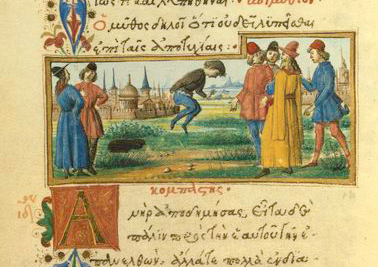
Иллюстрация к басне Эзопа (около 1480 года)

Здесь Родос, здесь прыгай (лат. Hic Rhodus, hic salta) — афоризм, восходящий к Эзопу. Высказывание предлагает собеседнику, хвастающемуся своими успехами, которых никто не видел, доказать свой талант тут же, на месте («вместо хвастовства, покажи на деле»: не рассказывай о своих славных делах, совершённых где-то или когда-то, а покажи свои возможности здесь и сейчас). Часто цитируется на латыни, хотя не дошедший до нас оригинал был написан по-гречески: др.-греч. Αὐτοῦ γὰρ καὶ Ῥόδος καὶ πήδημα.

## Происхождение
В эзоповской басне «Хвастливый пятиборец» путешественник по возвращении домой начинает хвастать своими успехами, особенно выделяя далёкий прыжок, якобы совершённый им на Родосе, и указывает на свидетелей, которые могли бы подтвердить его слова. Скептический слушатель замечает: «Если всё, что ты сказал — правда, то свидетели не нужны. Здесь Родос, здесь и прыгай».

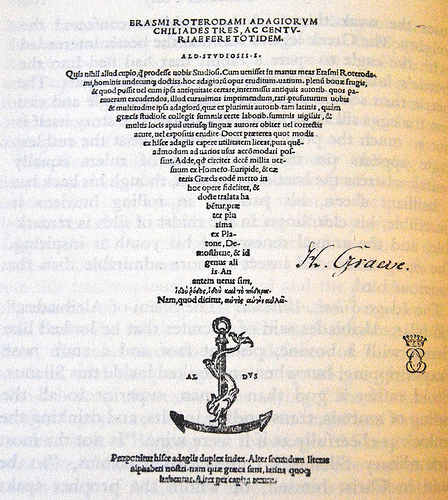
Первая страница издания «Поговорок» 1508 года, «Здесь Родос…» — в предпоследней строке над якорем

П.-М. Шуль прослеживает историю афоризма через «Поговорки» Эразма (№ 2229 в издании 1508 года, № 2328 в издании 1515 года и последующих). А. Саффре отмечает, что первый издатель «Поговорок», Альд Мануций, использовал этот афоризм в своём предисловии на первой странице книги, после перечисления заслуг автора и издателя с самоиронией завершая его словами: «воистину, ἰδοὺ Ρόδος, ἰδοὺ καὶ τὸ πήδημα» (предисловие написано на латыни). После Эразма выражение вошло в немецкий язык, где употреблялось знаменитостями от Гегеля до Маркса.

## У Ленина
В. И. Ленин употреблял выражение многократно в разных смыслах, переводя его как «Здесь Родос, здесь  пляши». В 1909 году в письме к И. И. Скворцову-Степанову Ленин употребляет его в значении «решайся, выбирай!», призывая к поддержке крестьянского движения: «Hic Rhodus, hic salta! Тут либо отказ от всей аграрной программы <большевиков> и переход… почти что к кадетизму, — либо признание принципиальной разницы в постановке вопроса в Германии и в России, принципиальной не в смысле того, чтобы у нас была некапиталистическая, а в смысле того, что совсем иные, принципиально иные эпохи капитализма».